# Vânători-Neamț (sit SPA)
Vânători-Neamț este o arie protejată (arie de protecție specială avifaunistică — SPA) din România întinsă pe o suprafață de 30.705,6 ha, integral pe uscat.

## Localizare
Situl se întinde pe teritoriile administrative ale județelor Neamț (Agapia, Bălțătești, Brusturi, Crăcăoani, Pipirig, Răucești, Târgu Neamț, Vânători-Neamț) și Suceava (Boroaia). Centrul sitului Vânători-Neamț este situat la coordonatele 47°10′32″N 26°12′03″E / 47.175458°N 26.200944°E.

## Înființare
Situl Vânători-Neamț a fost declarat arie de protecție specială avifaunistică (ROSPA0107) în octombrie 2007 pentru a proteja și asigura condiții de hrană, cuibărit și viețuire pentru mai multe specii de păsări migratoare, de pasaj sau sedentare din arealul Munților Stânișoarei. Acesta se suprapune cu ariile protejate Parcul Natural Vânători-Neamț și Rezervația de Zimbri - Neamț.

## Biodiversitate
Situată în ecoregiunea continentală și alpină a Munților Stânișoarei, aria protejată nu include niciun habitat protejat.
La baza desemnării sitului se află 107 specii de păsări protejate la nivel european sau aflate pe lista roșie a IUCN, dintre care: acvilă țipătoare mică (Aquila pomarina), acvilă de munte (Aquila chrysaetos), uliu păsărar (Accipiter nisus), pescăruș albastru (Alcedo atthis), stârc cenușiu (Ardea cinerea), rață mare (Anas platyrhynchos), fluierar de munte (Actitis hypoleucos), cucuvea (Athene noctua), ciuf de pădure (Asio otus), lăstun mare (Apus apus), ciocârlia de câmp (Alauda arvensis), fâsă de pădure (Anthus trivialis), fâsă de luncă (Anthus pratensis), fâsă de munte (Anthus spinoletta), lăcarul de rogoz (Acrocephalus schoenobaenus), lăcarul de mlaștină (Acrocephalus palustris), lăcarul de lac (Acrocephalus scirpaceus), lăcarul mare (Acrocephalus arundinaceus), pițigoi moțat (Aegithalos caudatus), cocoșul de mesteacăn (Bonasa bonasia), bufniță (Bubo bubo), șorecar comun (Buteo buteo), mătăsar (Bombycilla garrulus), barză albă (Ciconia ciconia), barză neagră (Ciconia nigra), erete de stuf (Circus aeruginosus), erete vânăt (Circus cyaneus), erete cenușiu (Circus pygargus), cristei de câmp (Crex crex), caprimulg (Caprimulgus europaeus), prepeliță (Coturnix coturnix), prundaș gulerat mic (Charadrius dubius), porumbel de scorbură (Columba oenas), porumbel gulerat (Columba palumbus), cuc (Cuculus canorus), mierla de apă (Cinclus cinclus), sticlete (Carduelis carduelis), florinte (Carduelis chloris), cânepar (Carduelis cannabina), botgros (Coccothraustes coccothraustes), ciocănitoare neagră (Dryocopus martius), ciocănitoare de stejar (Dendrocopos medius), șoim de iarnă (Falco columbarius), muscar-gulerat (Ficedula albicollis), muscar-mic (Ficedula parva), vânturel de seară (Falco vespertinus), șoimul rândunelelor (Falco subbuteo), cinteză (Fringilla coelebs), ciuvică (Glaucidium passerinum), rândunică de hambar (Hirundo rustica), ciocârlia de pădure (Lullula arborea), privighetoare (Luscinia megarhynchos), sfrâncioc roșiatic (Lanius collurio), grelușelul de stuf (Locustella luscinioides), grelușelul de zăvoi (Locustella fluviatilis), forfecuță gălbuie (Loxia curvirostra), codobatură galbenă (Motacilla flava), codobatură vânătă (Motacilla cinerea), codobatură albă (Motacilla alba), muscar sur (Muscicapa striata), presură sură (Miliaria calandra), capîntorsul (Jynx torquilla), ciuf pitic (Otus scops), pietrar negru (Oenanthe oenanthe), grangur (Oriolus oriolus), viespar (Pernis apivorus), brumăriță de pădure (Prunella modularis), codroș de munte (Phoenicurus ochruros), codroș de grădină (Phoenicurus phoenicurus), pitulice sfârâitoare (Phylloscopus sibilatrix), pitulice de munte (Phylloscopus collybita), mugurar (Pyrrhula pyrrhula), aușel nordic (Regulus regulus), aușel sprâncenat (Regulus ignicapillus), huhurez mare (Strix uralensis), sitar de pădure (Scolopax rusticola), turturică (Streptopelia turtur), mărăcinar (Saxicola rubetra), mărăcinar negru (Saxicola torquata), silvia cu cap negru (Sylvia atricapilla), silvia de câmpie (Sylvia communis), silvia de zăvoi (Sylvia borin), silvie mică (Sylvia curruca), graur (Sturnus vulgaris), cocoșul de munte (Tetrao urogallus), mierlă (Turdus merula), mierla gulerată (Turdus torquatus), sturz (Turdus pilaris), sturz cântător (Turdus philomelos), sturz de vâsc (Turdus viscivorus).